# مارتین اونز
سر مارتین جان اوانز (اوانس) (به انگلیسی: Sir Martin John Evans)؛ (زاده ۱ ژانویهٔ ۱۹۴۱) یک دانشمند در زمینهٔ زیست‌شناسی رشد اهل بریتانیا است. وی برندهٔ نوبل فیزیولوژی و پزشکی است.